# Nói tiếng bụng

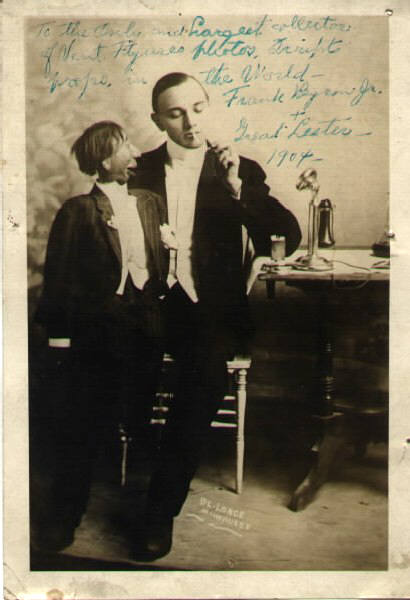
Nghệ sĩ nói tiếng bụng The Great Lester với búp bê diễn Frank Byron, Jr. trên đùi, k. 1904

Nói tiếng bụng (tiếng Anh: ventriloquism hay ventriloquy) là một môn nghệ thuật sân khấu mà người nghệ sĩ cố gắng phát ngôn sao cho khuôn miệng càng ít cử động càng tốt, khiến cho khán giả có cảm giác như âm thanh của họ là do một người khác tạo ra. Người biểu diễn thường sẽ mang kèm một con rối đạo cụ, khi nói, họ đồng thời điều khiển cơ thể con rối (miệng, tay chân), tạo cảm giác như chính nó đang nói chuyện.

## Hình ảnh

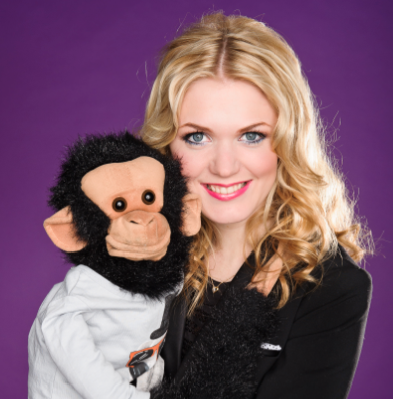
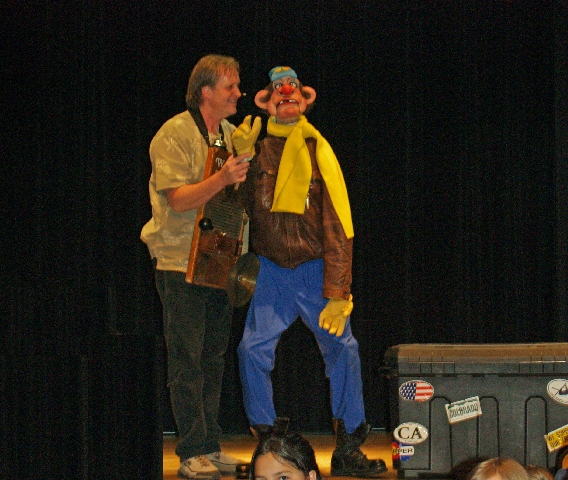